# ブダペスト - ツェグレード - ソルノク線
ブダペスト - ツェグレード - ソルノク線（ハンガリー語: Budapest–Cegléd–Szolnok-vasútvonal）は、ハンガリー国鉄の鉄道線の名称である。路線番号は100a。ブダペストとデブレツェン、ニーレジハーザ方面、およびセゲド方面を結ぶ100号線、140号線のブダペスト近郊区間に相当する。

## 歴史
1844年にペシュト - デブレツェン区間の建設が承認された。ハンガリー中央鉄道（Ungarische Central-Eisenbahn, UCB）は1847年9月1日にペシュト - ソルノク区間を開業した。1850年にこの路線は国有化されて、南東部帝国鉄道（k.k. Südöstliche Staatsbahn）の所属となった。1855年1月1日に帝国特認国有鉄道会社（k.k. privilegierte Staatseisenbahngesellschaft, StEG）が南東部帝国鉄道を引き受けて、この路線は再び私設鉄道に属することとなった。一方、1856年に設立されたティサ鉄道会社（Tiszavidéki Vasút）は、1857年4月4日にツェグレード - ソルノク区間の買収についてStEGと合議して、その区間はティサ鉄道会社に属することとなった。

## 沿線概況
この路線の起点はブダペスト市VI区における西駅である。列車はブラチスラヴァ方面のブダペスト - ソブ線からすぐに離れてコェーバーニャ＝キスペシュト駅に向かう。この区間はブダペスト環状線との共通区間である。列車は南東方向にXVIII区を貫通してペシュト県ヴェチェーシュ市に進入する。この路線は続いてユロェー、モノル、アルベルティルシャを通過してツェグレード駅に至る。そこから過去にバナト地方を結んだツェグレード - セゲド線は南の方へ分岐して、列車は東の方へ走行してアボニを通過してソルノク駅に向かう。ソルノク - ケチケメート線とハートヴァン - ソルノク線がソルノク駅から分岐して、ソルノク - ニーレジハーザ線がこの路線を継承する。

## 運行形態[5]

### 特急(IC)
下記2系統が運行されている。
- トカイ号：　ブダペスト西駅 - ソルノク - ニーレジハーザ - ミシュコルツ方面
- ニールシェーグ号：　ブダペスト西駅 - ソルノク - ニーレジハーザ - ザーホニ
- ラトルツァ号：　ブダペスト西駅 - ソルノク - ニーレジハーザ - ザーホニ - ムカチェヴォ
全て合わせて、1時間に1本の運行。詳細は100号線の項目を参照。
かつては便毎に個別の愛称名であったが、2022年4月にトカイとニールシェーグに統一された。[6]。

- ナプフェーニ号：　ブダペスト西駅 - ツェグレード - セゲド
1時間に1本の運行。ツェグレード以南は140号線に直通する。朝の北行一日1本に限り、ユッレーに停車する。
過去の運行形態
かつては、便毎に異なる愛称名で運行していた。また、ユッレーとモノリエルデーは全列車が通過していた。
2018年秋と2019年度（夏季除く）には、ケーバーニャ - ケチケメート間ノンストップの列車が運行していた[7]。
2018年末に、同一停車駅の普通列車が、朝に北行一日1本に限り運行を開始した。
2022年4月より、朝の普通列車にS20の系統番号が与えられた。10月には、特急列車の愛称名がナプフェーニに統一された。。
2023年4月より、朝の普通列車が系統番号無しとなり、停車駅にユッレーとモノリエルデーが追加された[8]。8月28日より、朝の普通列車が停車駅そのままで特急(IC)に格上げとなった[9]。
2024年9月より、モノリエルデーは全列車通過となった。[10]

### 快速(IR)
- ツィーヴィシュ号：　ブダペスト西駅 - ザーホニ
1時間に1本の運行。深夜の南行1本に限り、モノル、ピリシュ、アルベルティルシャに停車する他、朝の北行はユッレーにも停車する。
過去の運行形態
2019年春以前は、特急料金要の区間特急(S)の種別で2時間に1本運行していて、愛称名もつけられていなかった。早朝・深夜の一日2往復が特急料金不要で、上下ともモノル、ピリシュ、アルベルティルシャに停車していた他、ブダペスト方面行はモノル以南各駅停車で、ケーバーニャ下駅にも停車していた。また、ツェグレード - ニーレジハーザ間には普通列車が、平日は2時間に1本、休日は朝・夜間中心に運行していた。
2019年夏・秋は、料金不要の列車が一日3往復（休日2往復）運行していたが、フェリヘジ - ツェグレード間ノンストップであった。
2019年末より、料金不要の列車の一部に限りモノル、ピリシュ、アルベルティルシャ停車が復活した。
2023年度より、快速(IR)に種別変更され、全て特別料金不要となった。毎時1本に増発され、ツェグレード - ニーレジハーザ間の普通列車は増発した快速(IR)に置き換えられた。4月のダイヤ改正で、朝の列車がモノリエルデー、ユッレー停車となった[8]。
2024年9月より、朝の北行の列車がモノリエルデー通過となった[10]。

### 特急(Gy)
- ブダペスト西駅 → ツェグレード → セゲド　【年1日運行】
年に片道1本のみの運行。ツェグレード以南は140号線に直通する。

### 特別快速(Ex)
- ニーレジハーザ → ブダペスト西駅　【夏季を除く休日運行】
休日のみ、片道1本の運行。停車駅は少なく、ソルノク以北はケーバーニャ・キシュペシュト、ズグローのみに停車する。
過去の運行形態
2018年末に、普通列車「テレヴォナト」号として運行を開始したが、2019年夏・秋には運行していなかった。当初はソルノクを通過していた。
2020年末に、快速(Ex)に格上げされた。
2022年度より、ソルノク停車となった。

- サボルチ・テケルゲー号：　タポルツァ - ケーバーニャ・キシュペシュト - ソルノク - ザーホニ　【夏季運行】
夏季限定の運行。一日あたり1往復の運行。ケーバーニャ以西は30号線に直通する。フェリヘジ、ツェグレード、アボニ、ソルノクに停車する。
2020年以前は特急(O)として、平日・休日とも一日1往復の運行であった。

- アラニパルト号：　ケストヘイ - フェリヘジ - ソルノク - ザーホニ　【夏季運行】
夏季限定の運行。一日1往復の運行。ケーバーニャ以西は30号線に直通する。フェリヘジ、ツェグレード、アボニにも停車する。
2019年以前は、ケーバーニャ・キシュペシュトを通過していた。

- パノラーマ号：　シオーフォク - ニーレジハーザ　【夏季の休日運行】
夏季限定の運行。休日のみ、一日1往復の運行。ケーバーニャ以西は30号線に直通する。フェリヘジ、モノル、ピリシュ、アルベルティルシャ、ツェグレードにも停車する。
2022年度より運行を開始していた。当初はソルノク - セーケシュフェヘールヴァール間ノンストップであったが、2023年度よりフェリヘジ、ピリシュ、アルベルティルシャ、ツェグレードの4駅が、2024年度よりモノルが停車駅に追加された。

- チャバイ・テケルゲー号：　タポルツァ - ケーバーニャ・キシュペシュト - ソルノク - ベーケーシュチャバ　【夏季の休日運行】
夏季限定の運行。一日あたり休日1往復の運行。ケーバーニャ以西は30号線に、ソルノク以南は120号線に直通する。フェリヘジ、ツェグレード、アボニ、ソルノクに停車する。
過去の運行形態
2021年度に、エクスプレス(Ex)の種別で、タポルツァ - ソルノク間で運行を開始した。当時の愛称名は「テケルゲー」で、アボニを通過していた。
2022年度にアボニ停車となった。
2023年度に、区間特急(S)に種別変更となり、ベーケーシュチャバへの直通を開始した。愛称名は「チャバイ・テケルゲー」に変更された。
2024年度より、再びエクスプレス(Ex)に種別変更となった。

- アラニヒード号：　ケストヘイ - フェリヘジ - ツェグレード - セゲド　【夏季運行】
夏季限定の運行。一日1往復の運行。ケーバーニャ以西は30号線に、ツェグレード以南は140号線に直通する。ツェグレードにも停車する。
2018年以前は、休日のみ一日1往復の運行であった。2023年度以前はフェリヘジにも停車していた。

- 過去の運行系統
  - ナプフュルデー号：　フォニョード - ケーバーニャ・キシュペシュト - ソルノク　【夏季の休日運行】
2019年以前から、夏季の休日限定で一日1往復運行していた。種別は特急(Gy)であった。ケーバーニャ以西は30号線に直通していた。フェリヘジ、モノル、ツェグレード、アボニにも停車していた。
2020年度より、ヴェチェーシュ、ユッレー、アルベルティルシャが停車駅に追加された。
2021年度より、種別がエクスプレス(Ex)に変更となった。
2022年度は、ヴェチェーシュとユッレーが通過となった一方、ピリシュが停車駅に追加された。
2022年度限りで休止。

### 快速(G)
- G50系統：　ソルノク → ブダペスト西駅　【平日運行】
一日あたり、朝にブダペスト行が2本運行している。
過去の運行状況
2017年以前は、ブダペスト西駅→ソルノク間に、片道のみ一日1本が運行していた。金曜日を除く平日運行であった。フェリヘジに停車していた他、ヴェチェーシュ、モノル、ピリシュを通過していた。
2017年末に、ピリシュへの停車を開始した。また2018年の夏季は木曜日のみの運行であった。
2019年夏以降、一日1.5往復に増発された。モノル、モノリエルデー停車となった一方、フェリヘジ通過となった。
2023年度より、南行の列車が休止となった。4月より、モノリエルデー通過となった一方、ヴェチェーシュ停車となった[8]。

- 過去の運行系統
  - G43系統：　ユッレー → ケーバーニャ・キシュペシュト → セーケシュフェヘールヴァール　【平日運行】
2019年夏以降、一日あたり、朝に片道2本のみ運行していた。ユッレーとヴェチェーシュのみに停車していた。ケーバーニャ以西は40号線に直通していた。
2023年4月のダイヤ改正で休止[8]。

### 中距離普通(Sz)
- ケチケメート/セゲド → ツェグレード → ブダペスト西駅
一日あたり、朝にブダペスト行が3本（休日1本）運行する。朝は、毎日運行の1本が特急(IC)停車駅＋モノリエルデー、ユッレーに停車し、平日運行の2本は快速(G50)と同じ停車駅である。
過去の運行状況
2018年末に、ブダペスト行2本、ケチケメート行1本で運行を開始した。朝の北行2本は、快速(Z50)と同じ停車駅であった。
2019年夏に、朝のブダペスト行が3本（休日1本）に増発された。停車駅は、毎日運行の1本が特急(IC)と同じで、平日運行の2本が当時の快速(G50)と同じ停車駅（ヴェチェーシュ通過、モノリエルデー停車）となった。
2023年4月より、毎日運行の1本がモノリエルデーとユッレー停車となり、平日運行の2本はヴェチェーシュ停車、モノリエルデー通過となった。
2024年4月より、毎日運行の1本もモノリエルデー通過となった。

- ブダペスト西駅 - ソルノク - デブレツェン/ニーレジハーザ
一日1.5往復の運行。早朝にデブレツェン行とニーレジハーザ行、深夜にブダペスト行が運行される。各駅に停車する。
過去の運行形態
2019年春以前は、近郊列車扱いで（S51系統）、深夜のブダペスト行のみが運行していた。2019年夏以降1往復の運行となった。
2020年末に中距離普通の扱いとなり、再び深夜の北行のみとなった。
2022年4月より、一日1往復に増発された。
2023年8月28日より、南行が一日2本、北行が一日1本の運行となった[9]。

### 快速(Z50)
ブダペスト西駅 - ツェグレード間に、一時間に1本の運行。平日午後は増発され、一部はソルノクまで運行される。
2019年春以前は、朝の南行1本が、ニーレジハーザ行の普通列車(S51系統)扱いで各駅停車であった。2019年夏に快速(Z50)相当の停車駅となった。2020年末に中距離普通(Sz)となった後、2023年度よりソルノク止まりの快速(Z50)となった。

### 普通
- S20系統：　ブダペスト西駅 → ツェグレード → ケチケメート
一日あたり、深夜に1本運行する。特別快速(Z50)と同じ停車駅。
過去の運行状況
2018年度以前は、早朝に片道1本運行していた。各駅停車であった。
2018年末に、深夜の1本が中距離普通として運行を開始した。各駅に停車していた。
2019年末に、深夜の1本が快速(Z50)と同じ停車駅となった。
2023年8月28日のダイヤ改正で、早朝の1本が休止となり、深夜の1本にS20の系統番号が与えられた[9]。

- S50系統：　ブダペスト西駅 - モノル (-ソルノク)
30分間隔の運行。モノル以南のローカル輸送は快速(Z50)が担っており、普通は早朝・夜間中心の運行となる。
2022年度以前は休日の本数が少なく、休日は1時間に1本の運行であった。

- 過去の運行系統
  - S36系統：　ユッレー → ケーバーニャ・キシュペシュト → マルトンヴァーシャール/カーポルナーシュニェーク　【平日運行】
2019年夏以降、一日あたり、早朝に片道2本のみ運行していた。ユッレー - ケーバーニャ・キシュペシュト間は、途中ヴェチェーシュにしか停車しなかった。ケーバーニャ以西は30号線に直通していた。
2023年4月のダイヤ改正で休止[8]。

### 過去の運行種別
- 特急(O)
  - ブダペスト西駅 → ツェグレード → セゲド
2020年以前、年に片道1本のみ運行していた。ツェグレード以南は140号線に直通していた。

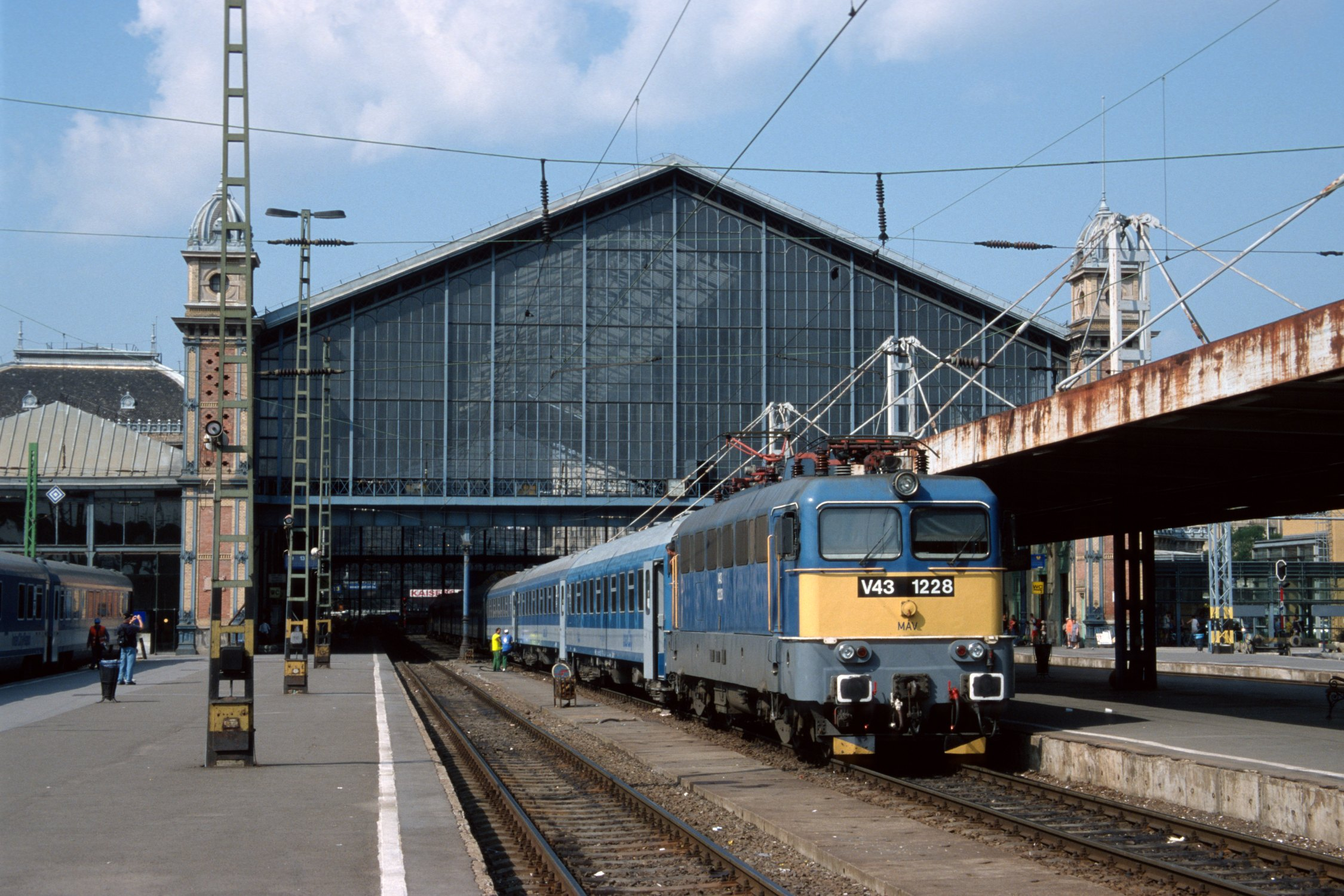
ブダペスト西駅で待機するV43形機関車牽引の列車（2003年）
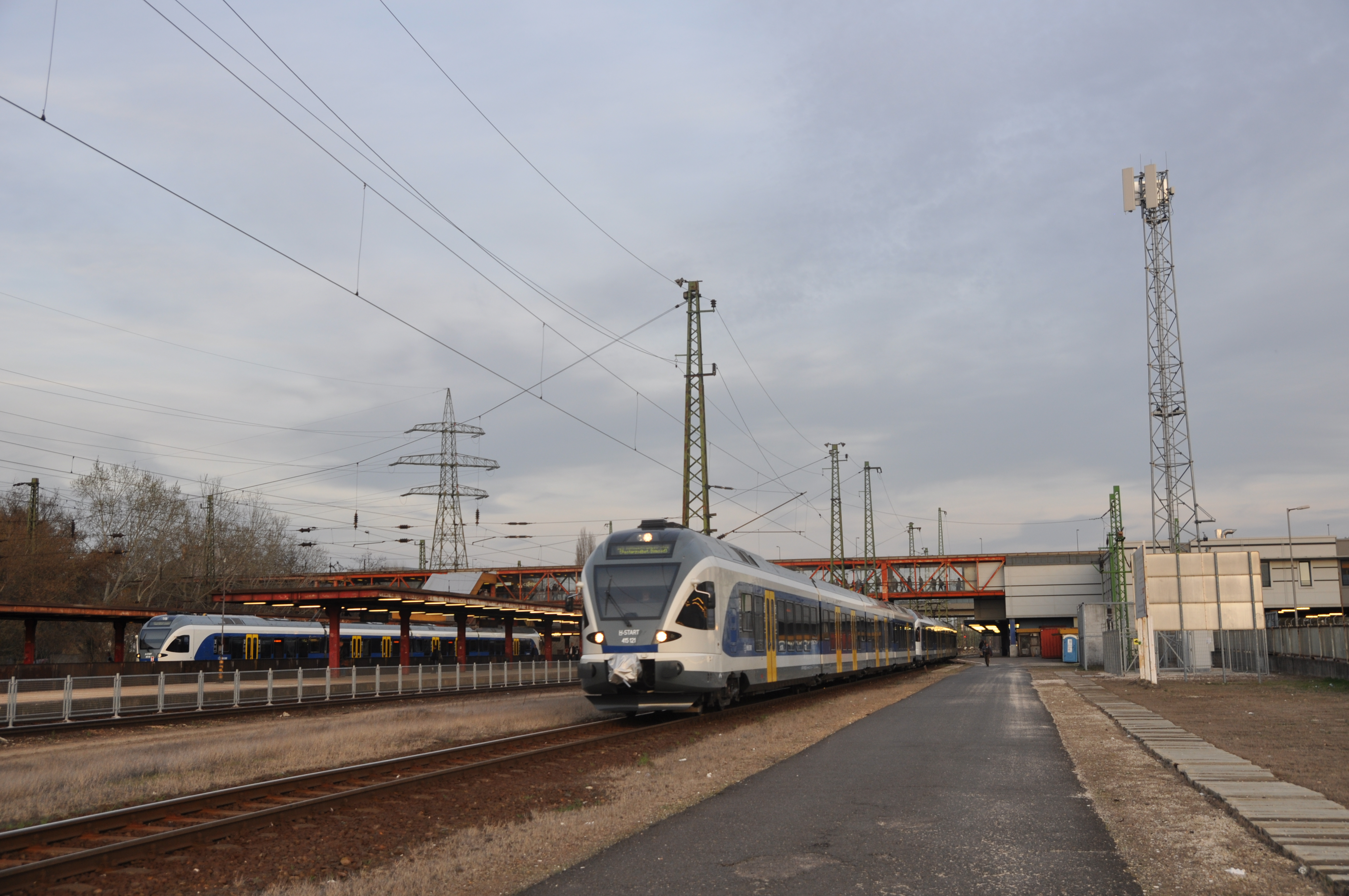
コェーバーニャ・キシュペシュト駅で停車する415形電車
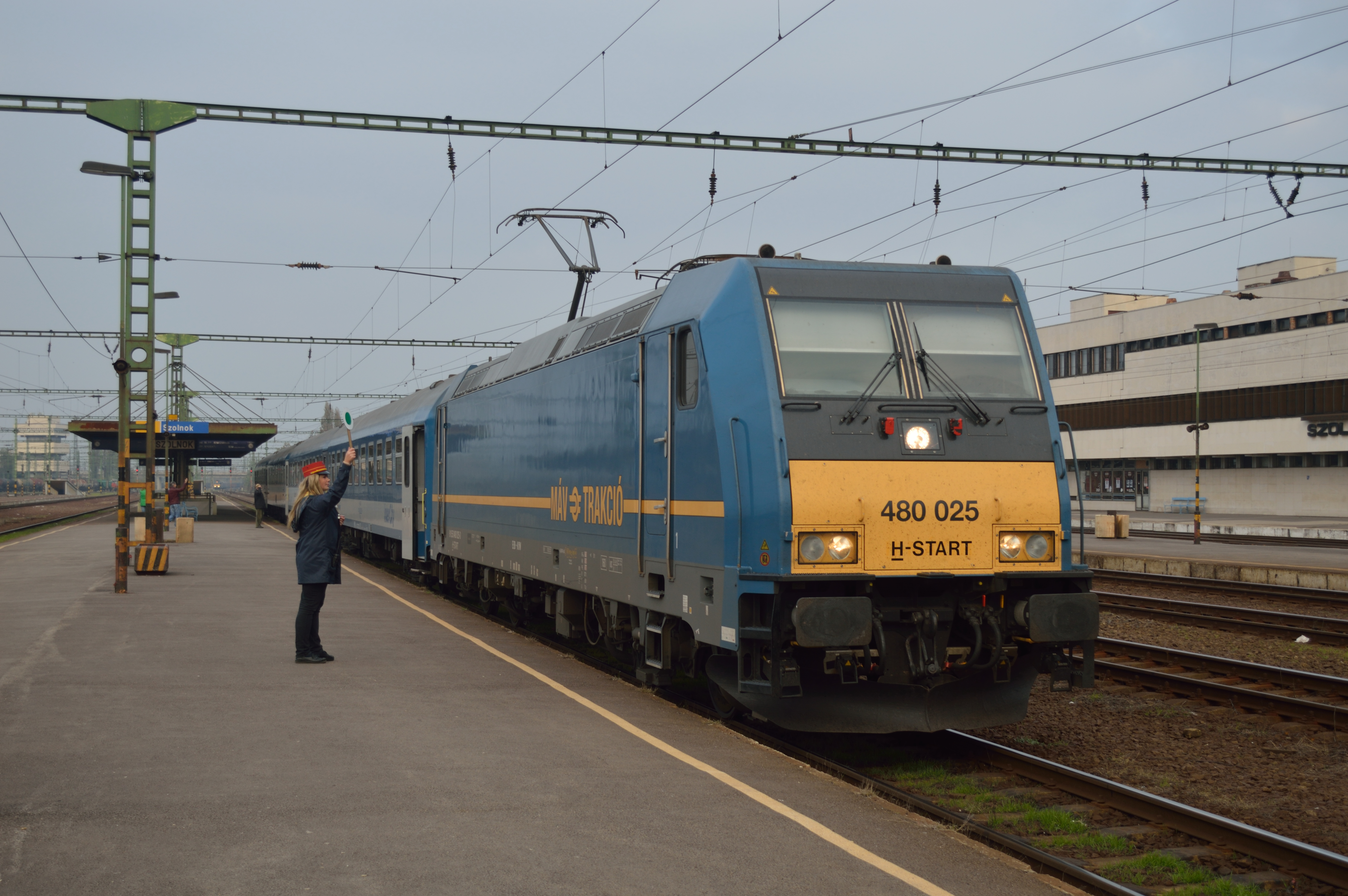
ソルノク駅で出発するブダペスト行きのIC列車

- 区間特急(S) 
  - ヘートメールフェルデシュ号：　ザイタ → デブレツェン → ブダペスト西駅　【日曜運行】
2023年度以前に、週に片道1本のみ運行していた。デブレツェン - フェリヘジ間ノンストップで、フェリヘジ以南はケーバーニャ・キシュペシュト、ズグローに停車していた。

## 駅一覧
以下では、ブダペスト - ツェグレード - ソルノク線の駅と営業キロ、停車列車、接続路線などを一覧表で示す。
- 種別
  - IC：特急
  - IR：快速（中距離列車）
  - Gy：特急
  - Ex：特別快速
  - G：快速（ブダペスト近郊）
  - S：快速（中距離列車）
  - O：普通（中距離列車）
  - Z：快速（ブダペスト近郊）
  - Sz：普通（ブダペスト近郊）

- 停車駅
  - ■印：全列車停車
  - ●印：大部分停車、一部通過
  - ○印：大部分通過、一部停車
  - ｜印：全列車通過

| 路線名 | 駅名                               | 駅間営業キロ | 累計営業キロ | IC | IR | Gy | Ex | G  | O | Z  | Sz | 接続路線 | 所在地                       | 所在地         |
| ------ | ---------------------------------- | ------------ | ------------ | -- | -- | -- | -- | -- | - | -- | -- | --- | ---------------------------- | -------------- |
| 100    | ブダペスト西駅                     |              | 0.0          | ■  | ■  | ■  | ■  | ■  | ■ | ■  | ■  | 2号線（エステルゴム方面） 70号線（ヴァーツ方面）、71号線（ヴェレシェジハーズ方面） ブダペスト地下鉄3号線（フェレンツ門方面、ウーイペシュト方面） | ブダペスト市                 | ブダペスト市   |
| 100    | ズグロー駅                         | 4.2          | 4.2          | ■  | ■  | ■  | ■  | ■  | ■ | ■  | ■  | | ブダペスト市                 | ブダペスト市   |
| 100    | ケーバーニャ下駅                   | 3.7          | 7.9          | ｜ | ｜ | ｜ | ｜ | ■  | ● | ■  | ■  | | ブダペスト市                 | ブダペスト市   |
| 100    | ケーバーニャ・キシュペシュト駅     | 2.7          | 10.6         | ■  | ■  | ■  | ■  | ■  | ■ | ■  | ■  | 30号線（マルトンヴァーシャール方面）、142号線（ラヨシュミジェ方面） ブダペスト地下鉄3号線（フェレンツ門方面）                                    | ブダペスト市                 | ブダペスト市   |
| 100    | ペシュトセントレーリンツ駅         | 2.7          | 13.3         | ｜ | ｜ | ｜ | ｜ | ｜ | ○ | ｜ | ●  | | ブダペスト市                 | ブダペスト市   |
| 100    | セメレテレプ駅                     | 2.7          | 16.0         | ｜ | ｜ | ｜ | ｜ | ｜ | ○ | ｜ | ●  | | ブダペスト市                 | ブダペスト市   |
| 100    | フェリヘジ駅                       | 1.3          | 17.3         | ■  | ■  | ■  | ○  | ｜ | ● | ■  | ■  | | ブダペスト市                 | ブダペスト市   |
| 100    | ヴェチェーシュ駅                   | 3.9          | 21.2         | ｜ | ｜ | ｜ | ｜ | ■  | ● | ｜ | ●  | | ペシュト県                   | モノル郡       |
| 100    | ヴェチェーシュ・ケルテカヤ駅       | 1.5          | 22.7         | ｜ | ｜ | ｜ | ｜ | ｜ | ○ | ｜ | ●  | | ペシュト県                   | モノル郡       |
| 100    | ユッレー駅                         | 6.4          | 29.1         | ○  | ○  | ｜ | ｜ | ｜ | ● | ｜ | ●  | | ペシュト県                   | モノル郡       |
| 100    | ホッスーベレク・ペーテリ駅         | 3.8          | 32.9         | ｜ | ｜ | ｜ | ｜ | ｜ | ○ | ｜ | ●  | | ペシュト県                   | モノル郡       |
| 100    | モノル駅                           | 4.5          | 37.4         | ｜ | ○  | ｜ | ｜ | ■  | ● | ■  | ■  | | ペシュト県                   | モノル郡       |
| 100    | モノリエルデー駅                   | 6.4          | 43.8         | ｜ | ｜ | ｜ | ｜ | ｜ | ○ | ■  | ■  | | ペシュト県                   | モノル郡       |
| 100    | ピリシュ駅                         | 4.3          | 48.1         | ｜ | ○  | ｜ | ○  | ■  | ● | ■  | ■  | | ペシュト県                   | モノル郡       |
| 100    | アルベルティルシャ駅               | 7.1          | 55.2         | ｜ | ○  | ｜ | ○  | ■  | ● | ■  | ■  | | ペシュト県                   | ツェグレード郡 |
| 100    | ツェグレードベルツェル駅           | 4.8          | 60.0         | ｜ | ｜ | ｜ | ｜ | ｜ | ○ | ■  | ■  | | ペシュト県                   | ツェグレード郡 |
| 100    | ツェグレードベルツェル・チェレー駅 | 2.2          | 62.2         | ｜ | ｜ | ｜ | ｜ | ｜ | ○ | ■  | ■  | | ペシュト県                   | ツェグレード郡 |
| 100    | ブダ通り駅                         | 4.2          | 66.4         | ｜ | ｜ | ｜ | ｜ | ｜ | ○ | ■  | ■  | | ペシュト県                   | ツェグレード郡 |
| 100    | ツェグレード駅                     | 6.2          | 72.6         | ■  | ■  | ■  | ○  | ■  | ■ | ■  | ■  | 140号線（セゲド方面） | ペシュト県                   | ツェグレード郡 |
| 100    | アボニ駅                           | 16.0         | 88.6         | ｜ | ■  |    | ○  | ■  | ■ | ■  | ■  | | ペシュト県                   | ツェグレード郡 |
| 100    | ソルノク駅                         | 12.6         | 101.2        | ■  | ■  |    | ■  | ■  | ■ | ■  | ■  | ニーレジハーザ方面 82号線（ハトヴァン方面） 120号線（ブラショフ方面、ナジカータ方面） 130号線（センテシュ方面）、145号線（ケチケメート方面）     | ヤース・ナジクン・ソルノク県 | ソルノク郡     |